# استفان موگوشا
 استفان موگوشا (سیریلیک مونته‌نگرو: Стефан Мугоша؛ زاده ۲۶ فوریه ۱۹۹۲)، بازیکن فوتبال اهل مونته‌نگرو است که در نقش مهاجم، برای باشگاه کره‌ای اینچئون یونایتد و تیم ملی فوتبال مونته‌نگرو، به میدان می‌رود.

## دوران باشگاهی

### سال‌های ابتدایی
موگوشا در ۲۲ سالگی، بهترین گلزن لیگ دسته اول مونته‌نگرو در سال ۲۰۱۴ شد. او در ۲۹ بازی لیگ، ۱۵ گل به ثمر رساند. در نتیجه عملکرد وی، باشگاه‌های خارجی تمایل به جذب او پیدا کردند. موگوشا در تابستان ۲۰۱۴، با قراردادی سه ساله، به کایزرسلاوترن پیوست تا حضور در بوندس‌لیگا ۲ را تجربه کند. در ژانویه سال ۲۰۱۵، پس از تنها دو بازی (یک بازی در لیگ و یک بازی در جام حذفی)، برای باقی فصل، به ارتسگبیرگ آئو قرض داده شد. گزینه خرید به این تیم پیشنهاد نشده بود. بعد از اینکه آئو در پایان فصل به لیگا ۳ سقوط کرد؛ موگوشا به کایزرسلاوترن بازگشت. وی سپس به مونیخ ۱۸۶۰ پیوست.

### مونیخ ۱۸۶۰
در ۱۵ اوت ۲۰۱۵، وی قراردادی سه ساله را با مونیخ ۱۸۶۰ به امضا رساند. در ۲۷ نوامبر ۲۰۱۵، موگوشا نخستین گل خود برای این باشگاه را در جام حذفی فوتبال آلمان به ثمر رساند تا در پیروزی ۲–۱ برابر ماینتس، ایفای نقش کند.

### اینچئون یونایتد
موگوشا در ژانویه ۲۰۱۸ به اینچئون یونایتد، تیم حاضر در کی‌لیگ، پیوست. وی در ژانویه ۲۰۱۹، قرارداد خود با این تیم را تا سال ۲۰۲۱ تمدید کرد. در تاریخ ۱ سپتامبر ۲۰۱۹، او در تساوی ۳–۳ با اولسان هیوندای، توانست برای تیمش هت-تریک کند.

## دوران ملی
وی نخستین بازی خود برای مونته‌نگرو را در ۸ ژوئن ۲۰۱۵ و در دیداری دوستانه برابر دانمارک انجام داد. موگوشا نخستین گل خود را در ۲۶ مارس ۲۰۱۷ و در مرحله مقدماتی جام جهانی ۲۰۱۸ برابر لهستان به ثمر رساند.

### گل‌های ملی
امتیازات و نتایج، نخست، گل مونته‌نگرو را نشان می‌دهند.
| #  | تاریخ          | مکان                                          | حریف      | گل وی | نتیجه | رویداد                              |
| -- | -------------- | --------------------------------------------- | --------- | ----- | ----- | ----------------------------------- |
| ۱  | ۲۶ مارس ۲۰۱۷   | ورزشگاه شهر پودگوریتسا، پودگوریتسا، مونته‌نگرو | لهستان    | ۱ –۱  | ۱–۲   | مقدماتی جام جهانی فوتبال ۲۰۱۸       |
| ۲  | ۸ اکتبر ۲۰۱۷   | ورزشگاه ملی ورشو، ورشو، لهستان                | لهستان    | ۱ –۲  | ۴–۴   | مقدماتی جام جهانی فوتبال ۲۰۱۸       |
| ۳  | ۲۷ مارس ۲۰۱۸   | ورزشگاه شهر پودگوریتسا، پودگوریتسا، مونته‌نگرو | ترکیه     | ۲ -۲  | ۲–۲   | بازی دوستانه                        |
| ۴  | ۱۴ اکتبر ۲۰۱۸  | ورزشگاه ال‌اف‌اف، ویلنیوس، لیتوانی              | لیتوانی   | ۱ –۰  | ۴–۱   | لیگ ملت‌های اروپا ۱۹–۲۰۱۸            |
| ۵  | ۱۴ اکتبر ۲۰۱۸  | ورزشگاه ال‌اف‌اف، ویلنیوس، لیتوانی              | لیتوانی   | ۳ –۰  | ۴–۱   | لیگ ملت‌های اروپا ۱۹–۲۰۱۸            |
| ۶  | ۱۷ نوامبر ۲۰۱۸ | ورزشگاه ستاره سرخ، بلگراد، صربستان            | صربستان   | ۱ –۲  | ۱–۲   | لیگ ملت‌های اروپا ۱۹–۲۰۱۸            |
| ۷  | ۲۲ مارس ۲۰۱۹   | ورزشگاه ملی واسیل لوسکی، صوفیه، بلغارستان     | بلغارستان | ۱ –۰  | ۱–۱   | مرحله مقدماتی جام ملت‌های اروپا ۲۰۲۰ |
| ۸  | ۷ ژوئن ۲۰۱۹    | ورزشگاه شهر پودگوریتسا، پودگوریتسا، مونته‌نگرو | کوزوو     | ۱ –۱  | ۱–۱   | مرحله مقدماتی جام ملت‌های اروپا ۲۰۲۰ |
| ۹  | ۵ سپتامبر ۲۰۱۹ | ورزشگاه شهر پودگوریتسا، پودگوریتسا، مونته‌نگرو | مجارستان  | ۲ –۱  | ۲–۱   | دوستانه                             |
| ۱۰ | ۱۹ نوامبر ۲۰۱۹ | ورزشگاه شهر پودگوریتسا، پودگوریتسا، مونته‌نگرو | بلاروس    | ۱ –۰  | ۲–۰   | دوستانه                             |

## افتخارات

### باشگاه
Budućnost Podgorica
- لیگ دسته اول فوتبال مونته‌نگرو: ۲۰۱۱–۱۲[۱۱]
- جام حذفی فوتبال مونته‌نگرو: ۲۰۱۲–۱۳[۱۲]

شریف تیراسپول
- لیگ ملی فوتبال مولداوی: ۲۰۱۷[۱۳]

### شخصی
- بهترین گلزن لیگ دسته اول فوتبال مونته‌نگرو: ۲۰۱۳–۱۳[۱۴]
- بازیکن فوتبال سال مونته‌نگرو: ۲۰۱۹[۱۵]